# Everon Espacia
Everon Espacia (sinh ngày 22 tháng 2 năm 1984) là một cầu thủ bóng đá người Curaçao thi đấu ở vị trí tiền vệ. Anh thi đấu tại vòng loại giải vô địch bóng đá thế giới 2014.